# Cosmopterix callisto
Cosmopterix callisto là một loài bướm đêm thuộc họ Cosmopterigidae. Nó được tìm thấy ở Peru.
Cánh trước dài 3,9 mm.
Loài này được đặt tên theo Callisto, một Mặt Trăng của Sao Mộc.